# Provincia de Biella
La provincia de Biella (en italiano: provincia di Biella) es una provincia en la región del Piamonte, en Italia. Fue creada en 1992; y su capital y ciudad más poblada es Biella.
Tiene un área de 914 km², y una población total de 187.249 hab. (2001). Hay 82 comuni (municipios) en la provincia (fuente: ISTAT, véase este enlace).

## Relieve
Las principales montañas de la provincia pertenecen a los Alpes Bielleses y son:
- Monte Mars - 2600 m,
- Monte Bo - 2556 m,
- Monte Cresto - 2548 m,
- Punta Tre Vescovi - 2501 m,
- Monte I Gemelli - 2476 m,
- Monte Camino - 2391 m,
- Monte Rosso - 2374 m,
- Colma di Mombarone - 2371 m,
- Monte Mucrone - 2335 m.